# Pyrocypris
Pyrocypris is een geslacht van kreeftachtigen uit de klasse van de Ostracoda (mosselkreeftjes).

## Soort
- Pyrocypris rivilli (Mueller, 1890) Mueller, 1912